# Gmina Pala
Gmina Pala (est. Pala vald) – gmina wiejska w Estonii, w prowincji Jõgeva.
W skład gminy wchodzą:
- 23 wsie: Assikvere, Haavakivi, Kadrina, Kirtsi, Kodavere, Kokanurga, Lümati, Metsanurga, Moku, Nõva, Pala, Perametsa, Piibumäe, Piirivarbe, Punikvere, Raatvere, Ranna, Sassukvere, Sõõru, Sääritsa, Tagumaa, Vea, Äteniidi.